# PageGroup
PageGroup é um negócio de recrutamento baseado no Reino Unido. Sua sede é em Weybridge, Surrey e é um constituinte do índice FTSE 250.

## História
A companhia foi formada em 1976 por Michael Page e Bill McGregor que colocou o contador em posições permanentes no Reino Unido. Em 1979 tinha aberto escritórios em Manchester, Birmingham, Glasgow, Leeds e Bristol. Em 1985 abriu-se um escritório em Austrália e a organização abriu-se em França em 1986. Michael Page retirou-se em 1995, com Terry Benson designado como chefe executivo em 1990.
Em 1983, Michael Page International foi incluído pela primeira vez no mercado de valores não cotado. Michael Page foi admitido na Carteira de Valores de Londres em 1988. Em 1997, foi adquirida por Spherion Corporation (anteriormente Interim Services Inc). Foi desmembrada da Corporação de Spherion em 2001. Em 2006, Terry Benson renunciou e Steve Ingham foi nomeado como diretor executivo.
Em outubro de 2012, Michael Page International renomeou como PageGroup. O negócio começou a operar através de três marcas finque: Page Executive, Michael Page e Page Personnel, com o apoio de marcas complementares em suas localizações internacionais.
Em novembro de 2016, PageGroup foi hackeado quando um servidor de desenvolvimento operado por Capgemini foi atacado.

### Operações
PageGroup é um provedor de contratação permanente e temporal para profissionais de escritório, profissionais qualificados e executivos que está organizada em três marcas operacionais. A empresa especializa-se na contratação de profissionais qualificados em diversas disciplinas.